# Matematikbiennalen
Konferensen Matematikbiennalen, är en återkommande biennal i Sverige som sedan 1980 samlat lärare, skolledare, forskare och andra intresserade av matematikundervisning. Den arrangerades de två första gångerna, 1980 och 1982, av Skolöverstyrelsen. Arrangemanget var en framgång och därför lämnade de över till andra att arrangera de fortsatta arrangemangen, däribland svenska universitet och NCM. Med undantag av åren 2000 och 2002 brukar samma arrangör hålla i två på varandra följande biennaler. Biennalen arrangeras oftast i slutet av januari månad jämna årtal.

## Historik
Skolöverstyrelsen skapade Matematikbiennalen för att avdramatisera och popularisera matematiken, och för att sprida forskning och undervisningsideer i landet via de som deltog i konferensen. Inledningsvis bjöds fyra representanter från varje lokal skolstyrelse in, där de skulle ha en spridning över olika stadier, men efter ett antal biennaler kom inbjudan att bli mindre styrd. Från och med den tredje biennalen tog universitet och andra arrangörer över från Skolöverstyrelsen. Med start år 1993 utses ett Biennalråd med representanter från olika regioner i Sverige. Detta tar emot ansökningar om att få arrangera kommande evenemang och stödjer blivande arrangörer.

### Teman
Varje omgång av Matematikbiennalen har ett huvudtema med anknytning till matematiken som speglar något som arrangören vill lyfta.

## Betydelse
- Biennalerna har inneburit att det satsas mer medel på matematikundervisning, och att en omfattande kompetensutveckling har skett via de tusentals deltagarna på varje biennal som kunnat ta del av ny forskning, bygga nätverk, besöka utställare och sprida kunskapen på sina lokala arbetsplatser efteråt.[4]
- NCM, Nationellt centrum för matematik, har under åren delat ut priser ideutställare och arrangerat matematiktävlingar.[5][6]
- Det till biennalerna kopplade Biennalrådet låg bakom skapandet av Sveriges matematiklärarförening (SMaL), och har utgjort referensgrupp för statlig utredning.[7][8]

## Matematikbiennalen år för år
| År   | Datum                   | Arrangör                   | Plats för mässan               | Tema eller motto                                                                        | Deltagare            | Övrigt                                                                            | Not |
| ---- | ----------------------- | -------------------------- | ------------------------------ | --------------------------------------------------------------------------------------- | -------------------- | --------------------------------------------------------------------------------- | --- |
| 1980 | 23 – 25 januari         | Skolöverstyrelsen          | Folkets Hus, Stockholm         | Matematik – ett glädjeämne                                                              |                      |                                                                                   |     |
| 1982 | 27 – 29 januari         | Skolöverstyrelsen          | Folkets Hus, Stockholm         | Matematik – För alla                                                                    |                      |                                                                                   |     |
| 1984 | 25 – 27 januari         | Högskolan i Jönköping      | ELMIA, Jönköping               | Matematik – ett ämne i förändring                                                       | 1 373                |                                                                                   |     |
| 1986 | 22 – 24 januari         | Högskolan i Jönköping      | ELMIA, Jönköping               | Matematik – ett huvudämne                                                               |                      | Utdelning av 1986 års Nämnarenpris                                                |     |
| 1988 | 27 – 29 januari         | Högskolan i Linköping      | Nya Folkets Hus, Linköping     | Matematiken i fokus                                                                     |                      |                                                                                   |     |
| 1990 | 24 – 26 januari         | Högskolan i Linköping      | Folkets Hus, Linköping         | Matematik i verkligheten                                                                | max 1 300            | Bodil Jönsson föreläste                                                           |     |
| 1992 | 22 – 24 januari         | Göteborgs universitet      | Svenska mässan, Göteborg       | Matematik utan gränser                                                                  |                      |                                                                                   |     |
| 1994 | 26 – 28 januari         | Göteborgs universitet      | Svenska mässan, Göteborg       | Matematik utan gränser                                                                  |                      |                                                                                   |     |
| 1996 | 24 – 26 januari         | Mitthögskolan i Sundsvall  | Sundsvall                      | Matematik som kultur                                                                    |                      | Skolminister Ylva Johansson och Skolverkets generaldirektör Ulf P Lundgren talade |     |
| 1998 | 21 – 23 januari         | Mitthögskolan i Sundsvall  | Sundsvall                      | Matematik som kultur                                                                    |                      | Kjell Lönnå höll ett uppskattat tal                                               |     |
| 2000 | 27 – 29 januari         | Göteborgs universitet, NCM | Svenska mässan, Göteborg       | Tid för Matematik                                                                       | 4 000 – 5 000        |                                                                                   |     |
| 2002 | 24 – 26 januari         | Linköpings universitet     | Campus Norrköping, Norrköping  | Matematik i tiden                                                                       | nästan 3 000 – 3 200 |                                                                                   |     |
| 2004 | 22 – 24 januari         | Malmö universitet          | Malmö                          | Matematik bygger broar                                                                  | 3 400                | Nämnarenstipendierna 2004 delades ut. Skolminister Ibrahim Baylan talade          |     |
| 2006 | 26 – 27 januari         | Malmö universitet          | Malmö                          | Matematik bygger broar                                                                  | fler än 3 000        | Skolminister Ibrahim Baylan talade                                                |     |
| 2008 | 31 januari – 1 februari | Lärarhögskolan i Stockholm | Stockholm                      | Matematik – en huvudsak                                                                 | över 3 000           | Astronauten Christer Fuglesang föreläste                                          |     |
| 2010 | 28 – 29 januari         | Stockholms universitet     | Stockholmsmässan, Älvsjö       | Matematik – en huvudsak                                                                 |                      |                                                                                   |     |
| 2012 | 26 – 27 januari         | Umeå universitet           | Universitetscampus, Umeå       | Matematik i kulturens tecken                                                            | 2 500                | Utbildningsminister Jan Björklund talade                                          |     |
| 2014 | 6 – 7 februari          | Umeå universitet           | Universitetscampus, Umeå       | Matematik i kulturens tecken                                                            | ungefär 2 000        | Utbildningsminister Jan Björklund talade                                          |     |
| 2016 | 28 – 29 januari         | Karlstad universitet       | Karlstad universitet, Karlstad | Matematik – en förunderlig resa                                                         | 2 400                |                                                                                   |     |
| 2018 | 25 – 26 januari         | Karlstad universitet       | Karlstad universitet, Karlstad | Matematik – en förunderlig resa                                                         |                      | Daniel Barker föreläste                                                           |     |
| 2020 | 16 – 17 januari         | Linnéuniversitetet         |                                | Hållbar matematikundervisning – hållbart för eleverna, lärarna, samhället och framtiden |                      |                                                                                   |     |

Källor: 